# ستيفن تومبكينسون
ستيفن تومبكينسون (بالإنجليزية: Stephen Tompkinson)‏ هو ممثل بريطاني، ولد في 15 أكتوبر 1965 في المملكة المتحدة.

## وصلات خارجية
- ستيفن تومبكينسون على موقع IMDb (الإنجليزية)
- ستيفن تومبكينسون على موقع ألو سيني (الفرنسية)
- ستيفن تومبكينسون على موقع ميوزك برينز (الإنجليزية)
- ستيفن تومبكينسون على موقع أول موفي (الإنجليزية)
- ستيفن تومبكينسون على موقع قاعدة بيانات الأفلام السويدية (السويدية)
- ستيفن تومبكينسون على موقع قاعدة بيانات الفيلم (الإنجليزية)
- ستيفن تومبكينسون على موقع كينوبويسك (الروسية)